# Витчеозеро
Витчеозеро (Витче-озеро, Виччозеро) — озеро на территории Паданского сельского поселения Медвежьегорского района Республики Карелии.

## Общие сведения
Площадь озера — 1,2 км². Располагается на высоте 142,7 метров над уровнем моря.
Форма озера лопастная, подковообразная. Берега каменисто-песчаные, преимущественно возвышенные.
Из западной оконечности озера вытекает безымянный водоток, протекающий ниже через озеро Самсоново и втекающий в реку Волому, впадающую в Сегозеро.
На полуострове, разделяющем озеро условно на две равных части, располагается урочище Витчеозеро на мечте опустевшей деревни. Туда подходит лесная дорога, ответвляющаяся от дороги местного значения 86К-165 («Чёбино — Паданы — Шалговаара — Маслозеро»).
Код объекта в государственном водном реестре — 02020001111102000007741.